# Peperomia villicaulis
Peperomia villicaulis är en pepparväxtart som beskrevs av C. Dc.. Peperomia villicaulis ingår i släktet peperomior, och familjen pepparväxter. Inga underarter finns listade i Catalogue of Life.